# Grand Égothèle
Aegotheles insignis
Espèce
Synonymes
- Euaegotheles insignis Salvadori, 1876

Statut de conservation UICN

 LC  : Préoccupation mineure
Le Grand Égothèle (Aegotheles insignis) est une espèce d'oiseaux de la famille des Aegothelidae.

## Répartition
Cette espèce vit en Nouvelle-Guinée.